# Oecleus borealis
Oecleus borealis är en insektsart som beskrevs av Van Duzee 1912. Oecleus borealis ingår i släktet Oecleus och familjen kilstritar. Inga underarter finns listade i Catalogue of Life.